# زناد

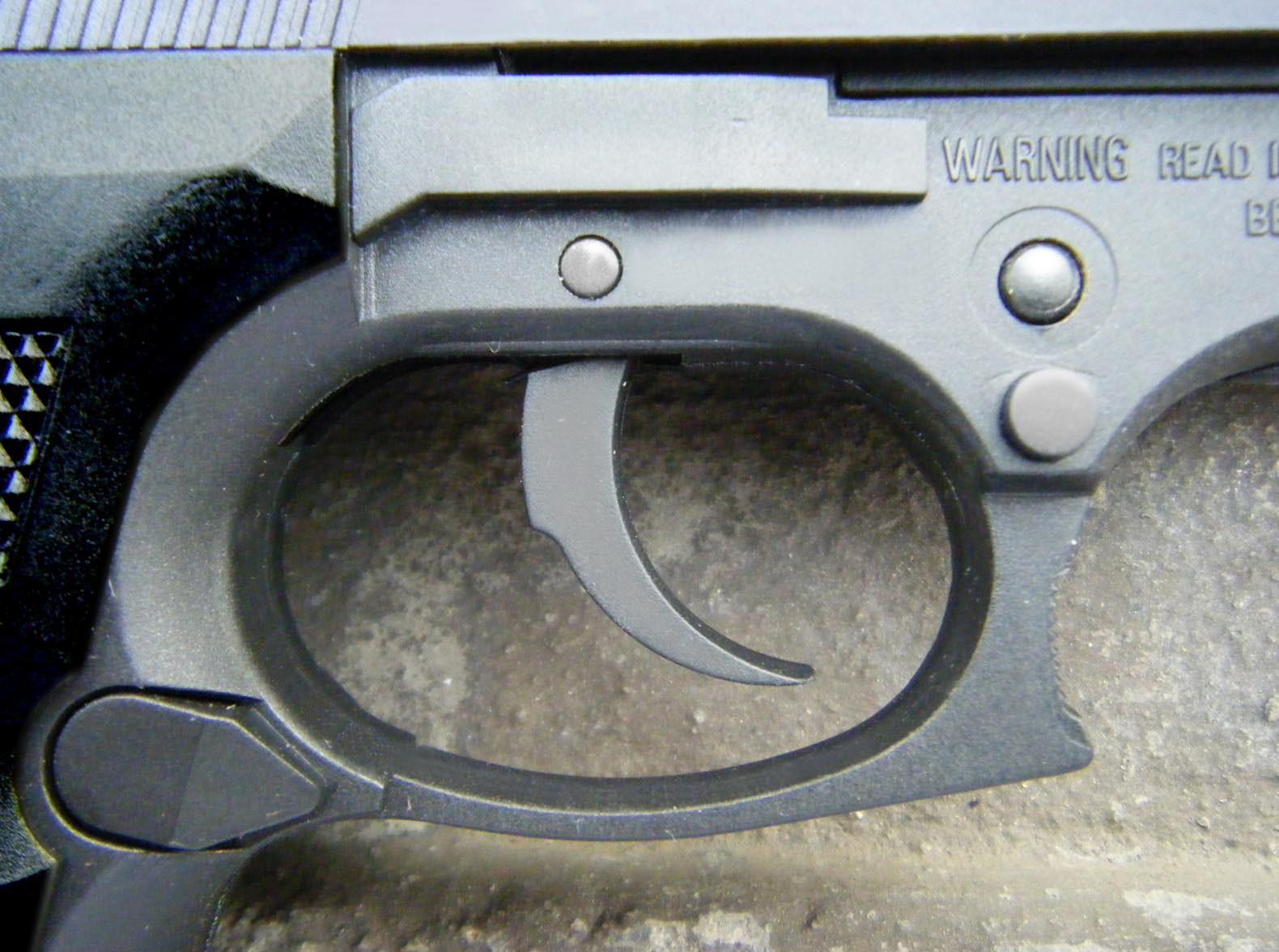
زِناد مسدس

الزِّنَاد قطعة من السلاح الناري ذات شكل مقوس غالباً، يضغط عليها بالأصبع قبل الرمي. يُشكل الزّناد جزءاً من ما يسمى بمجموعة أو آلية الزناد وهي الأجزاء الداخليّة من السلاح الناري التي تتحرك بعد الضغط على الزناد لتحرر المطرقة من مكانها فتندفع لتضرب صاعق الرصاصة لتطلقها.